# صرة تطبيق أندرويد
صرة تطبيق أندرويد (بالإنجليزية: Android App Bundle)‏ هو تنسيق ملف نشر تطبيقات أندرويد. يجب أن يتضمن صرة التطبيق الكود المترجم والموارد، مما يسمح بتأجيل توقيع وإنشاء ملفات APK إلى جوجل بلاي، وبالتالي تقليل حجم التحميل الأولي للتطبيق. وامتداد الملف المستخدم لهذا التنسيق هو ".aab".
يتطلب متجر جوجل بلاي صرة تطبيق أندرويد لجميع التطبيقات الجديدة منذ أغسطس 2021 ولجميع التحديثات للتطبيقات الموجودة منذ نوفمبر 2021. وابتداءً من مايو 2023، سيتطلب نظام التلفزيون أندرويد استخدام AABs.